# Gongo Soco
Gongo Soco era una mina de oro en el estado de Minas Gerais, Brasil, al este de Belo Horizonte a mediados del siglo XIX. Fue trabajado por mineros calificados de Cornualles y por trabajadores y esclavos brasileños menos calificados. La maquinaria accionada por una rueda hidráulica y una máquina de vapor se usaron para bombear la mina, operar los ascensores y los molinos donde se separaba el oro del mineral. La mina se cerró cuando se agotó el oro, pero luego se volvió a abrir como una mina de hierro. Recientemente la mina de hierro también fue cerrada.

## Etimología
Los orígenes del nombre «Gongo Soco» son oscuros. Una versión es que cuando hubo un robo en la mina, sonó un gong, pero nadie escuchó. Otra es que un esclavo del Congo fue encontrado en cuclillas («soco») mientras enterraba un depósito de oro.

## Mina de oro
Un prospector de Bitencourt encontró oro en un arroyo que atraviesa la región en el año 1745. La tierra fue heredada más tarde por João Baptista Ferreira de Souza Coutinho, barón de Catas Altas. Lo vendió a la Asociación Brasileña de Minería Imperial, con sede en Cornwall, Inglaterra, por 79,000 ₤ en 1825. La compañía convirtió la operación de extracción de oro aluvial en minería subterránea mecanizada y extracción de oro. Desde 1826 hasta 1856, la mina produjo más de 12,000 kilogramos de oro.
Un visitante alemán, Ernst Hasenclever, visitó la mina en 1839, cuando Gongo Soco era la mina de oro más grande de Brasil. La mina tenía una herrería propia, donde se hacían todas las herramientas e instrumentos necesarios para la mina, y un gran almacén de tres pisos que contenía provisiones que también servían como vivienda para los mineros ingleses. Había un hospital, que parecía un cuartel para Hasenclever. El edificio del hospital fue cuidadosamente planificado, con pasillos centrales, habitaciones grandes con dos ventanas cada una y hasta ocho camas, y un sofisticado sistema de ventilación para evitar la humedad en el sótano.
Una máquina de vapor sobre el eje de la mina giró una doble rueda que conducía una cadena larga para transportar contenedores de mineral y bajar troncos. Los corredores principales tenían aproximadamente 1,8 m de altura y contenían rieles de hierro en los cuales se empujaban vagones durante aproximadamente 180 m. Las cargas de grava extraídas de las galerías laterales con taladros y martillos fueron levantadas por un simple cabrestante y transportadas por un vagón a un molino. Un esclavo negro podía empujar fácilmente dos carros. Los depósitos en Gongo Soco estaban en formaciones rocosas débiles, por lo que se necesitaban grandes troncos de árboles de un bosque a 9.7 km de distancia para sostener los techos de la galería. La mina tenía una gran bomba de drenaje accionada por una rueda hidráulica, que también conducía los molinos. El agua se bombeó 100 m y se usó para impulsar un aserradero más abajo en la pendiente.
La mina tenía nueve molinos, cada uno con 12–24 martillos de madera con cabezas de hierro que pesaban entre 150 y 200 kilogramos. La grava de la mina se colocó en un recipiente de hierro, luego se golpeó hasta polvo con los martillos, que eran impulsados por una rueda de madera. El polvo fue lavado del recipiente por una corriente rápida de agua que corría a través de un canal forrado con tela. El oro pesado caía en la tela, mientras que los elementos más ligeros se lavaban al final. Luego se lavaba la tela para eliminar el polvo de oro. El trabajo continuaba día y noche.
En 1839 se extrajo un récord de 1,900 kilogramos de oro Sin embargo la maquinaria no era lo suficientemente poderosa para alcanzar las venas de la mina más profundas. En 1856 únicamente se produjeron 29 kilogramos y la mina se cerró. Posteriormente la extracción de oro fue reemplazada por la minería de hierro.

## Trabajadores
La compañía contrató a mineros calificados de Cornualles y usó a brasileños y esclavos para trabajos no calificados. El clima se consideró saludable, con temperaturas de 7 a 29 °C. Al principio, la mina tenía un superintendente, dos capitanes de minas y 31 mineros y artesanos. En 1839, el director de la mina recibía un salario anual de 3,500 £. Debajo de él había cuatro capitanes, ocho oficiales y ochenta mineros británicos que fueron asistidos por 650 esclavos propiedad de la Asociación Imperial de Minería de Brasil. Cada minero inglés recibió un salario anual de 80 £, pagado en cuotas mensuales. Muchos de los trabajadores de Cornualles trajeron a sus familias con ellos, alentados a hacerlo por el capitán de la mina William Jory Henwood. Tenían contratos de 3 a 5 años, por lo que había un contacto constante con las comunidades mineras de Cornualles, como Gwennap y Redruth, a través de mineros que viajaban desde y hacia Brasil.
Hasenclever dijo que un «inspector negro» ( Negerinspektor) era responsable de los esclavos, incluyendo su comida, ropa, vivienda y disciplina. Las esclavas eran empleadas sobre tierra, principalmente para lavar la arena que contenía oro. Aunque Hasenclever escribió que Gongo Soco tenía 650 esclavos en 1839, probablemente no todos los trabajadores negros eran esclavos, como pensó. También había negros libres trabajando con los esclavos, haciendo el mismo trabajo, pero pagado. Otra fuente da el total en 1838 como 413 esclavos, 148 europeos y 190 brasileños, con un total de 751 personas. Otra fuente estima que en 1840 había 500 esclavos, 200 trabajadores libres brasileños y 51 europeos. Un médico y un sacerdote servían para todos los trabajadores, incluidos los esclavos.

## Pueblo

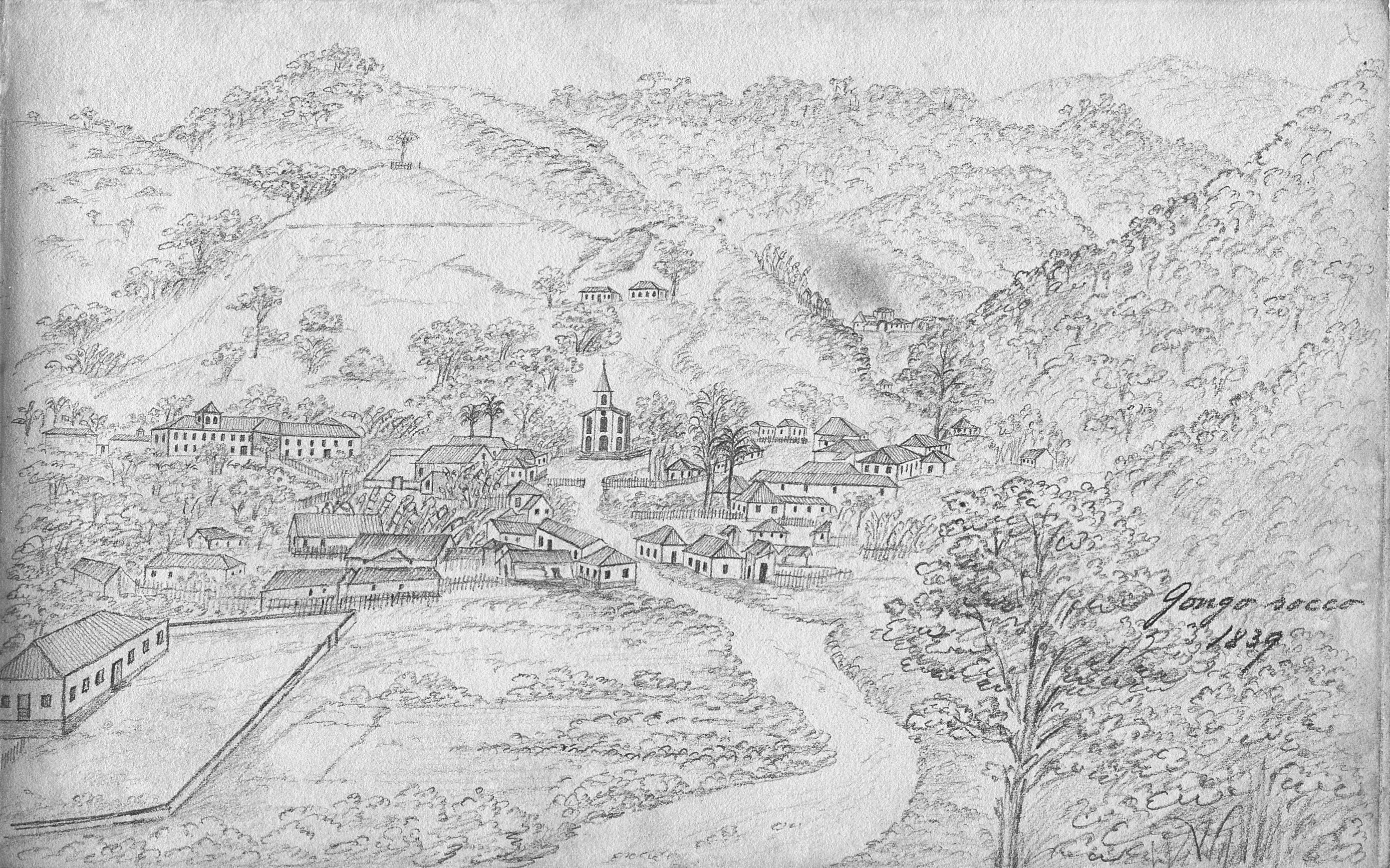
El pueblo en 1839, diseño en lápiz realizado por Ernst Hasenclever.

Un pueblo creció a aproximadamente a 800 m de la mina en el valle boscoso del río Gongo Soco. Los edificios con un único piso rodeaban una iglesia entre los árboles de plátano. La antigua casa del barón de Catas Altas fue ocupada por los superintendentes de la mina. La «Casa Grande» albergó al director y al primer encargado junto con sus familias, y también las oficinas administrativas y contables de la mina. La «Casa Grande» era un gran edificio donde el encargado de la compañía organizaba fiestas los sábados por la noche. También se organizaron conciertos y bailes. Los esclavos vivían separados de Cornualles para evitar el contacto y la fricción. Henwood abrió una escuela para los hijos de los esclavos.

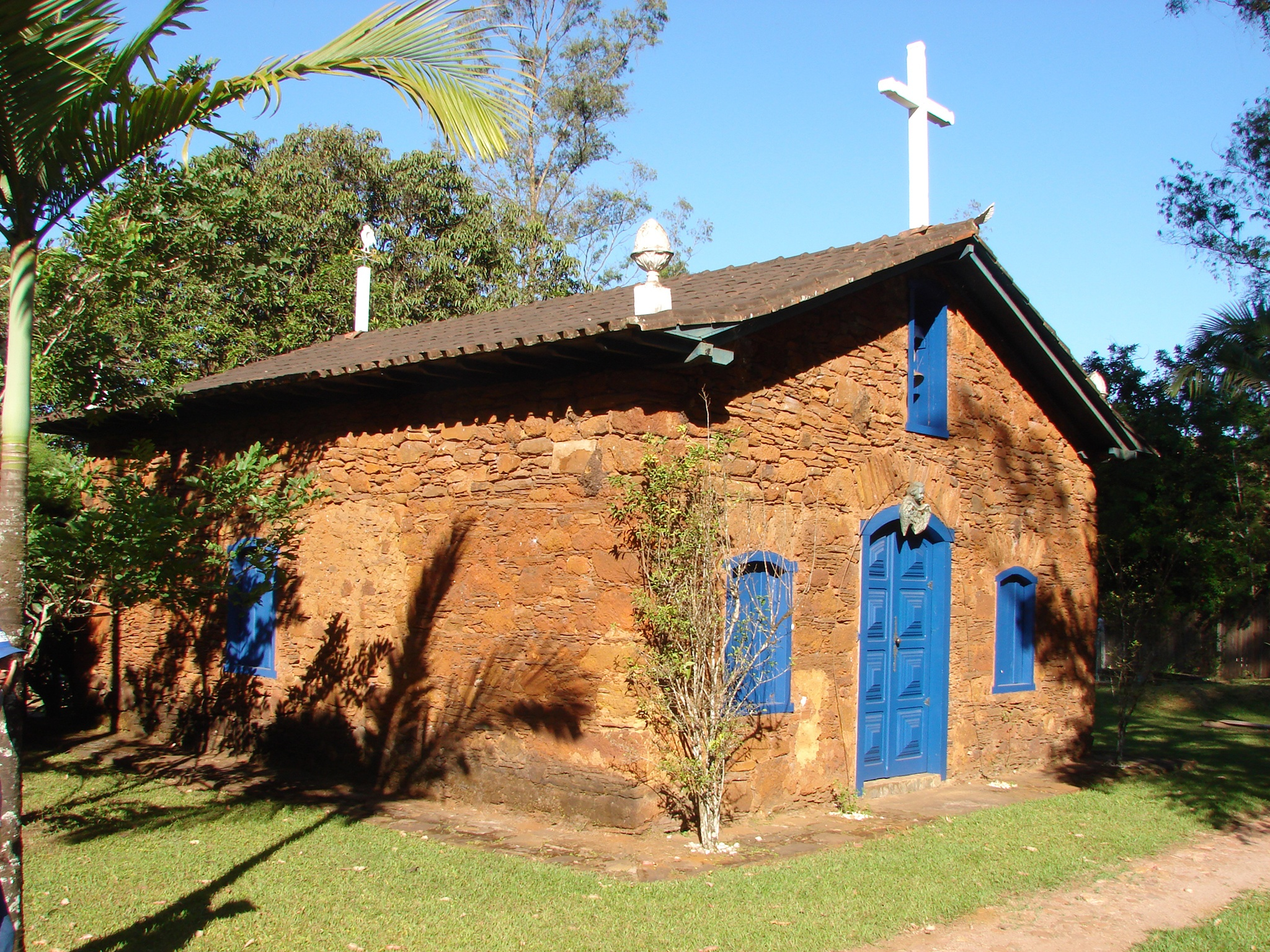
Iglesia totalmente restaurada realizada con hematita, de la Mina de Congo Soco.

Una tienda de la compañía vendía una gama de artículos para el hogar. Todos los sábados había un mercado donde los mineros podían comprar pollos, huevos, frutas y verduras. Algunos mineros contrataron a una mujer local como cocinera. La mina tenía una buena biblioteca. Había una iglesia católica para los esclavos y los brasileños, y una iglesia anglicana para los protestantes. Muchos de los de Cornualles eran metodistas wesleyanos, y usaban los campos o sus casas para orar y celebrar reuniones de estudio. A menudo cultivaban flores y vegetales en sus jardines a partir de semillas traídas de Cornualles. Después de que la mina cerró en 1856, algunos de los mineros de Cornualles regresaron, mientras que otros encontraron trabajo en otras minas brasileñas, como las operadas por la Compañía Minera Saint John d'El Rey.

## Ruinas

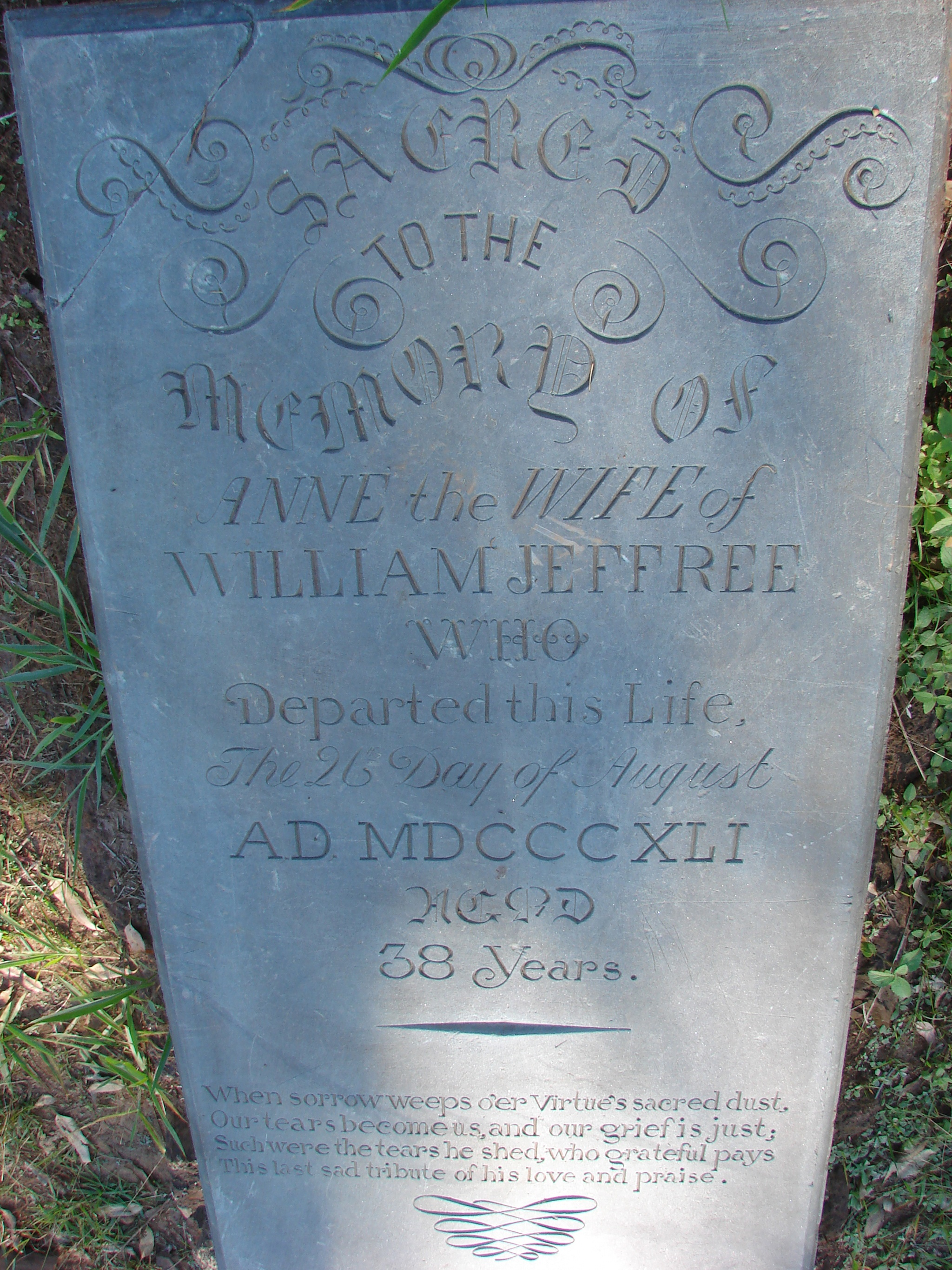
Lápida de Anne, esposa de William Jeffree, quien murió en 1841 a los 38 años, encontrada en el Cemitério dos Ingleses.

Hay dos grupos de ruinas de la antigua mina Gongo Soco. El sector 1 contiene la mina misma y sus estructuras industriales. El sector 2, a cierta distancia, alberga las viviendas y la infraestructura de la antigua aldea. Según el censo de 1931, el pueblo tenía 30 casas de piedra a lo largo de una carretera de 1,5 kilómetros. Incluía el Cemitério dos Ingleses, donde estaban enterrados los trabajadores británicos, y donde se encontraron diez lápidas con inscripciones en inglés. Hay rastros de un hospital y dos iglesias, una católica y otra anglicana.

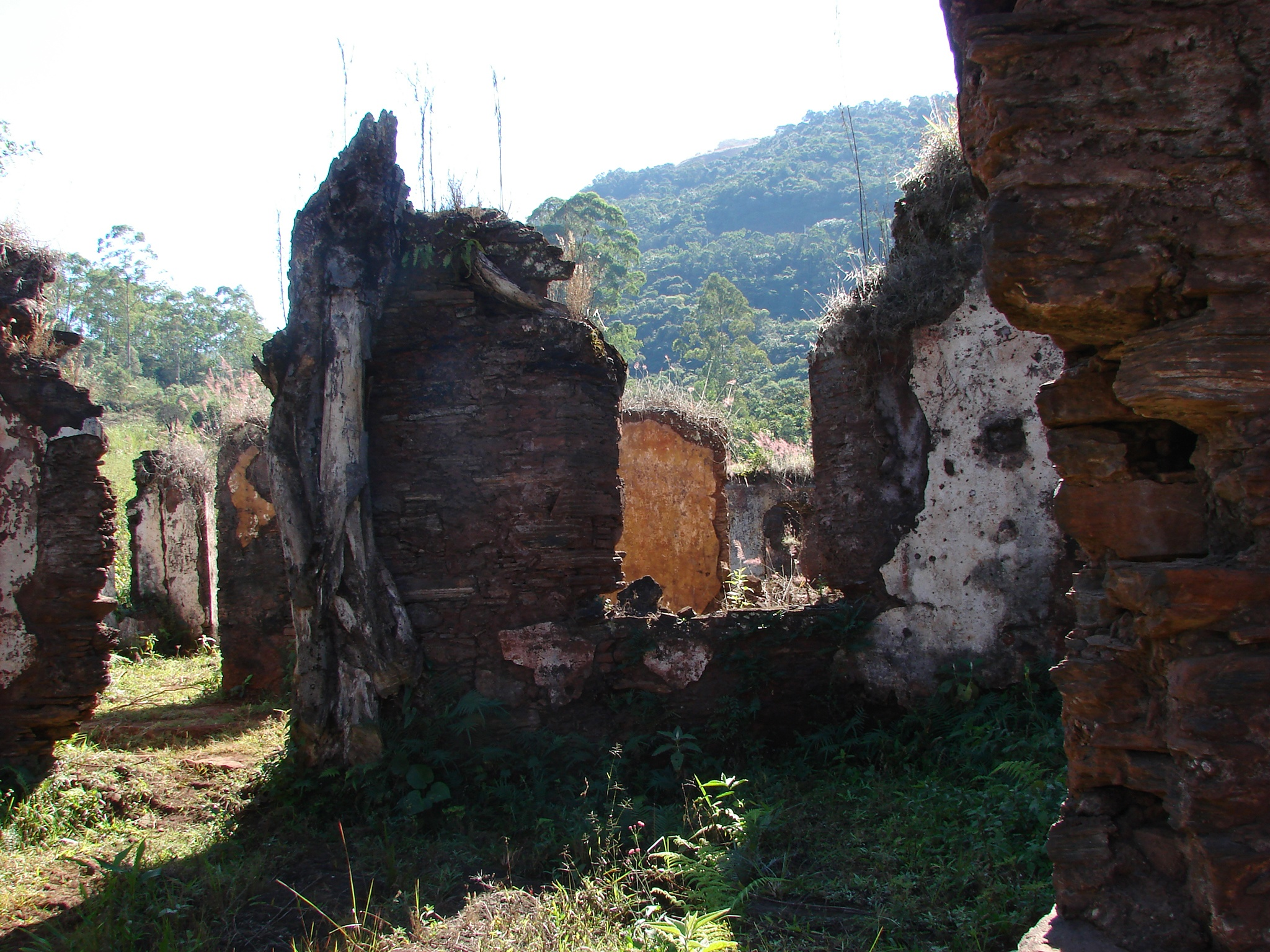
Ruinas de la «Casa Grande»

Se ha conjeturado que la casa del barón de Catas Altas cubría 1,000 metros cuadrados, asumiendo que tenía un nivel más alto. Cerca del Sector 1 hay una chimenea de 5.2 metros de alto y 0.6 metros de ancho. A lo largo del camino a la derecha, hay un muro de piedra de casi 60 metros de largo que termina en una puerta arqueada, probablemente construida para marcar las visitas de los emperadores Pedro I en 1831 y Pedro II en 1881. El arco en ruinas está cubierto por una higuera. A la izquierda está lo que el viajero Richard Francis Burton dice que habría sido un camerino.

## Mina de hierro
Gongo Soco fue abandonado hasta que fue adquirido en 1986 por Mineração Socoimex, que mantuvo los restos de la antigua mina de oro. El 11 de mayo de 2000, CVRD (Vale) adquirió el control total de Socoimex, que estaba extrayendo y vendiendo mineral de hierro de la mina Gongo Sôco. La mina tenía reservas probadas de alrededor de 75 millones de toneladas de hematita de alta ley y podía producir alrededor de 7 millones de toneladas al año. En 2011, CVRD dijo que podría extender las operaciones en la mina por algunos años más, pero se estaba preparando para completar el proyecto, con la transferencia de 350 empleados a otras unidades. La compañía dijo que los altos costos de extracción y el bajo precio del mineral hacían que las operaciones no fueran económicas. En abril de 2016, se anunció que CVRD cerraría la mina Gongo Soco a fines de mes y despediría a 90 empleados. La producción se había reducido de unos 6 millones de toneladas por año a unos 4 millones. El director ejecutivo dijo que esperaba que los trabajadores fueran reubicados en otras unidades por la empresa.